# Планета Огня
Планета Огня (англ. Planet of Fire) — пятая серия двадцать первого сезона британского научно-фантастического телесериала «Доктор Кто», состоящая из четырёх эпизодов, которые были показаны в период с 23 февраля по 2 марта 1984 года.

## Сюжет
На пустыной планете Сарн местные, поклоняющиеся огненному богу Логару, следуют за их лидером Тимановым, требующим полного повиновения. Двое неверующих, Амиянд и Роскал забираются на вершину священной огненной горы, но не находят Логара. Один из сарнцев - Малкон, которого называют Избранным из-за символа из двух треугольников, выжженного на его коже, его нашли еще младенцем на склоне священной горы.
Тот же символ находят на металлическом артефакте выкопанном на Ланзароте археологом Говардом Фостером. Его приемная дочь Перпугиллиам (она же Пери) Браун устала от раскопок, и хочет съездить в Марокко. Она крадет артефакт и плывет с ним на свободу. К счастью, рядом приземляется ТАРДИС, поймавшая сигнал артефакта, и Турлоу спасает тонущую девушку, после чего приносит её на корабль. Он обнаруживает на артефакте тот же символ, что и выжжен на его коже также. Доктор возвращается в ТАРДИС в попытках поймать источник сигнала, и корабль внезапно улетает. Вскоре он прибывает на Сарн, и Доктор с Турлоу отправляются на разведку.
Тем временем Камелион устанавливает ментальный контакт с предыдущим хозяином, Мастером. Он пытается предупредить Пери о Мастере, но тот все же захватывает контроль, и Камелион принимает облик Говарда. Пери убегает от андроида в то время, как вулканы начинают активность.
Тиманов проклинает неверующих и собирается принести их в жертву Логару, тем самым остановив толчки. Они убегают на секретную базу с сейсмологической аппаратурой, куда попадают и Доктор с Турлоу. Доктор предупреждает, что туннели вскоре заполнит лава. Также выясняется, что Турлоу той же расы, что и колонизовала планету, и, когда люди видят его треугольник Мисоса, они нарекают его вторым избранным. Турлоу понимает, Малкон возможно является его братом, и беспокоится, когда вернувшаяся Пери упоминает Мастера.
Еще одной важной фигурой в мифологии Сарна является Посторонний, пророк, и Мастер/Камелион принимает эту роль с радостью. Он убеждает Тиманова в необходимости жестких действий, и тот приговаривает Доктора с неверующими к сожжению. Однако, Малкон и Пери вскоре прибывают и прекращают казнь. Малкона ранят, и Турлоу в ужасе от того, что он может потерять родственника. Доктор расспрашивает его обо всем. Оказывается, что Сарн - заброшенная колония Триона, и Турлоу, трионец, считает, что его семью сослали сюда после бунта против правящих кланов Триона. Скорее всего при крушении выжил только Малкон, а самого Турлоу сослали на Землю.
Мастер/Камелион тем временем захватывает Пери и заставляет её перенести черный ящик в ТАРДИС. В ящике находится настоящий Мастер, уменьшившийся после эксперимента со Сжимающей Отверткой. Он с помощью Камелиона хочет восстановиться с помощью газа из вулкана Сарна.
Турлоу понимает, что вулкан уничтожит колонию, поэтому вызывает спасательный корабль с Триона, чем теряет собственную свободу. Также он программирует ТАРДИС на спасение Доктора и Пери из комнаты с газом. Он узнает, что по амнистии он свободен, и может вернуться домой. На планете остаются только упрямые старцы, даже Тиманов, узнавший что Логар - всего лишь человек в огнеупорном костюме.
Мастер восстанавливает свои силы и становится "в тысячу раз сильнее". Но Доктор добавляет температуры газу, и Мастера уничтожает. Доктор с помощью сжатия материи уничтожает смертельно раненого Камелиона и сбегает на ТАРДИС вместе с Пери. Встретив Турлоу, они узнают, что тот возвращается на Трион. Турлоу просит Пери приглядеть за Доктором и благодарит его самого. Вернувшись на ТАРДИС, Пери говорит, что ее каникулы продлятся еще несколько месяцев, и путешественники отправляются к новым приключениям.

## Трансляции и отзывы
| Эпизод            | Дата показа     | Продолжительность | Телезрители (в миллионах) |
| ----------------- | --------------- | ----------------- | ------------------------- |
| «Часть 1»         | 23 февраля 1984 | 24:26             | 7,4                       |
| «Часть 2»         | 24 февраля 1984 | 24:20             | 6,1                       |
| «Часть 3»         | 1 марта 1984    | 23:57             | 7,4                       |
| «Часть 4»         | 2 марта 1984    | 24:44             | 7,0                       |
| [ 1 ] [ 2 ] [ 3 ] |                 |                   |                           |

## Интересные факты
- Это последняя серия с регулярным участием Марка Стриксона в роли Вислора Турлоу. Актер, узнав, что сериал переходит на формат двух 50-минутных серий вместо четырех 25-минутных, решил, что из-за уменьшившегося количества клиффхэнгеров это оставляет меньше возможностей для его персонажа, и решил покинуть сериал. Тем не менее он еще раз появился в своей роли в серии «Пещеры Андрозани». После этого вплоть до Адама Митчелла в серии «Далек» у Доктора не было компаньонов мужского пола.
- Это второе и последнее появление Камелиона (озвучен Джеральдом Фладом) в сериале. Столь малое количество экранного времени (лишь две серии) объясняется тем, что один из его создателей, программист Майк Пауэр, погиб вскоре после выхода серии «Демоны короля», и его работу продолжить никто не смог. Этим же объясняются и различия в анимации этого персонажа в этой серии и «Демонах Короля». Камелион последний раз появился в камео в серии «Пещеры Андрозани».
- Это первая серия с участием Николы Брайант в роли Пери Браун.
- Планировалось, что эта серия станет последней для Энтони Эйнли в роли Мастера, так как его контракт подходил к концу. Однако он позже вновь стал появляться в сериале.